# Scarus spinus
Scarus spinus е вид бодлоперка от семейство Scaridae. Видът не е застрашен от изчезване.

## Разпространение и местообитание
Разпространен е в Австралия, Американска Самоа, Вануату, Виетнам, Гуам, Източен Тимор, Индонезия, Кокосови острови, Малайзия, Маршалови острови, Микронезия, Науру, Нова Каледония, Остров Рождество, Палау, Папуа Нова Гвинея, Провинции в КНР, Самоа, Соломонови острови, Тайван, Тонга, Тувалу, Уолис и Футуна, Фиджи, Филипини и Япония.
Обитава океани, морета, лагуни и рифове. Среща се на дълбочина от 2 до 25 m, при температура на водата от 28 до 28,4 °C и соленост 34,5 – 35,4 ‰.

## Описание
На дължина достигат до 30 cm.